# Амакуса
Амакуса је архипелаг на западној обали острва Кјушу, који већином припада префектури Кумамото, са изузетком најјужнијих острва, која су у префектури Кагошима.

## Географија
Архипелаг Амакуса састоји се од више од 20 острва. Највећа острва су:
- Шимошима (јап. 下島, у преводу Доње острво), површине 574 км2,
- Камишима (јап. 上島, Горње острво), површине 225 км2 и
- Ојано (јап. 大矢野島), површине 30 км2, у префектури Кумамото;
- Нагашима (јап. 長島, Дуго острво), површине 91 км2, у префектури Кагошима.
- Шишиџима (јап. 獅子島, Острво лавова), површине 17 км2.[2]

## Историја
У периоду шогуната Токугава (1600-1868) острва су припадала домену Амакуса, и након забране хришћанства у Јапану (1614) била су једно од главних упоришта скривених хришћана. Острва су 1637-1638. била главно жариште велике побуне локалних сељака, скривених хришћана и ронина, која је угушена у крви након 4 месеца тешких борби.
| АмакусаНагасаки Положај острва Амакуса на мапи Јапана. |  | НагашимаОјаноКумамотоКамишимаШимошимаКагошима Острва Амакуса на мапи Кјушуа. |  | Kami shimaShimo shimaNaga shima |